# Filson-Nunatak
Der Filson-Nunatak ist ein kleiner, 752 m hoher Nunatak im ostantarktischen Mac-Robertson-Land. Im östlichen Teil der Framnes Mountains ragt er 10 km östlich des Trost Peak auf.
Im Rahmen der Australian National Antarctic Research Expeditions entstanden 1958 Luftaufnahmen, im Dezember 1962 wurde der Berg von einer Mannschaft dieser Forschungsreihe erkundet. Das Antarctic Names Committee of Australia (ANCA) benannte ihn nach Rex B. Filson, Zimmermann auf der Mawson-Station im Jahr 1962 und Mitglied jener Mannschaft, die den Berg besuchte und das Flechtenvorkommen in den Framnes Mountains erkundete.